# Павлович, Мартин
Мартин Павлович (9 ноября 1789, Логишин, Берестейское воеводство — 24 июля 1830, Варшава) — российский геолог, минералолог и педагог.

## Биография
Родился 9 ноября 1789 года в местечке Логишин; его отец был солдатом литовской кавалерии во времена Речи Посполитой. Первоначальное образование он получил дома и в пиаристских школах в Любешуве и Домбровице, затем учился в средней школе в Вильно. Успешно окончил в Виленский университет, где изучал польскую и латинскую литературу, историю, математику, физику и естествознание.
После получения высшего образования работал учителем в Виленской гимназии. В 1817 году он приехал в Варшаву и был направлен Университетом в заграничную командировку в Париж и Фрибург с целью более основательного изучения минералогии и геологии. 
По возвращении в Варшаву Павлович обустроил по современным требованиям минералогический кабинет и впоследствии заведуя им составил 12 коллекций минералов для воеводских гимназий. Одновременно с этим он был назначен преподавателем минералогии в Варшавском лицее и затем профессором Королевского Варшавского университета. 
В 1829 году вместе с Станиславом Яницким и Кристином Лахом Ширмой он издавал в Варшаве журнал: «Pamiętnik fizycznych, matematycznych i statystycznych umiejętności z zastosowaniem do przemysłu».
Мартин Павлович умер от воспаления лёгких 2 июля 1830 года в городе Варшаве и был похоронен на Свентокшиском кладбище.
В 1822 году в Варшаве им было издано исследование: «Rozprawa o własnościach i początku bazaltów» («Трактат о свойствах и происхождении базальтов»). Несколько статей по своей специальности он поместил в журнале «Pamiętnik Warszawski»; описал также свое путешествие по Италии («Dziennik Warszawski», 1825).